# Ludvík Josef z Windischgrätze
Ludvík Josef princ z Windischgrätze (německy Ludwig Joseph Nikolaus Christian Prinz zu Windischgrätz, 13. května 1830 Vídeň – 14. března 1904 Vídeň) byl rakousko-uherský generál. V armádě sloužil od roku 1848 a jako syn slavného otce Alfreda prodělal rychlou kariéru. Bojoval v několika válkách 19. století a nakonec dosáhl hodnosti generála jezdectva (1888). Zastával funkce velitele armádních sborů v Krakově a Lvově, nakonec byl v letech 1895–1904 generálním inspektorem rakousko-uherské armády. Byl rytířem Řádu zlatého rouna a jako majitel velkostatků v Uhrách členem Sněmovny magnátů.

## Životopis

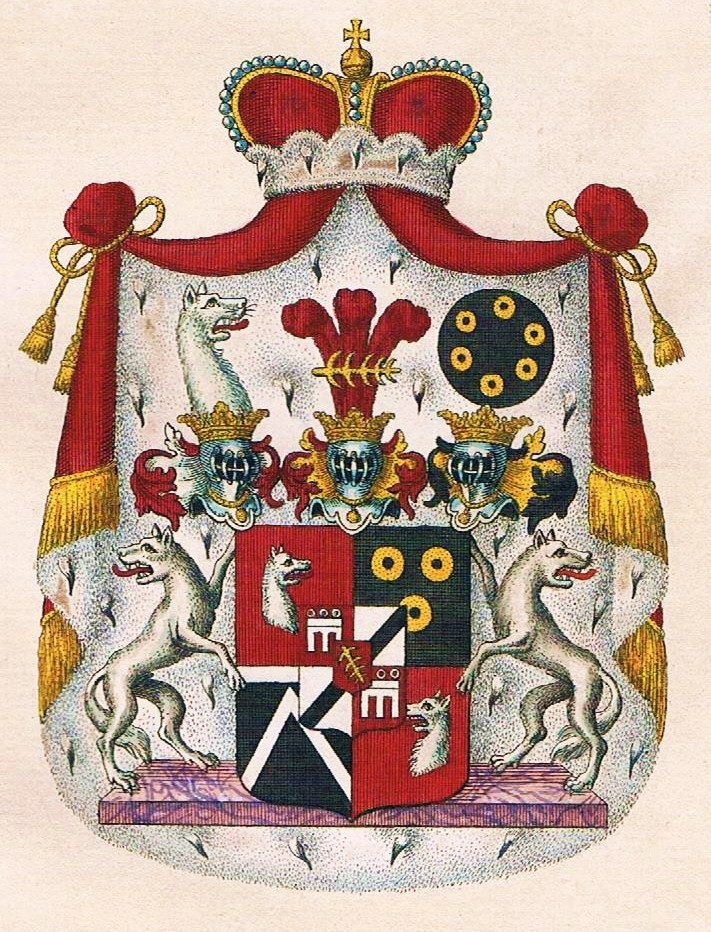
Erb rodu Windischgrätzů

Pocházel ze šlechtické rodiny Windischgrätzů, narodil se ve Vídni jako čtvrtý syn polního maršála knížete Alfreda I. Windischgrätze (1787–1862) a jeho manželky Marie Eleonory, rozené princezny ze Schwarzenbergu (1796–1848). Jako mladší syn knížete užíval celoživotně titul prince s nárokem na oslovení Jasnost (Durchlaucht). Nejprve vstoupil v roce 1847 jako kadet k námořnictvu, ale během revoluce 1848–1849 stejně jako jeho starší bratři nastoupil službu u armády. Pod maršálem Radeckým bojoval v Itálii, vyznamenal se statečností v bitvě u Custozzy a vzhledem k postavení svého otce byl již v osmnácti letech nadporučíkem (1848). V roce 1849 se zúčastnil potlačení revoluce v Uhrách, v roce 1850 byl povýšen na rytmistra a poté sloužil u různých jednotek jezdectva. V roce 1859 se již v hodnosti podplukovníka zúčastnil války se Sardinií a během prusko-rakouské války v roce 1866 bojoval v bitvě u Hradce Králové. V roce 1868 byl jmenován plukovníkem a stal se velitelem 13. pluku dragounů. 
V roce 1872 dosáhl hodnosti generálmajora, do aktivní služby se vrátil po dvouleté dovolené, během níž uzavřel sňatek a dočasně žil v soukromí. Jako velitel pěších brigád poté sloužil v Praze a Krakově. Jako delegát rakousko-uherské armády byl v roce 1876 účastníkem manévrů ruské armády u Varšavy. V roce 1877 byl povýšen na polního podmaršála a jako velitel divize nadále působil v Krakově, nakonec byl v letech 1883–1889 velitelem 1. armádního sboru v Krakově, v roce 1883 byl zároveň jmenován c. k. tajným radou. V roce 1888 dosáhl hodnosti generála jezdectva a v letech 1889–1895 byl velitelem 11. armádního sboru ve Lvově. Mezitím v roce 1888 podnikl další diplomatickou cestu do západní Evropy. Po smrti arcivévody Albrechta byl povolán do Vídně a spolu s generálem Schönfeldem se stal generálním inspektorem armády. V této funkci setrval do smrti.

### Ocenění
Za zásluhy na bojišti získal již v roce 1849 Řád železné koruny III. třídy, vzhledem k součinnosti ruské armády při potlačení revoluce v Uhrách se stal také nositelem ruského Řádu sv. Vladimíra IV. třídy (1849). Po prusko-rakouské válce obdržel rytířský kříž Leopoldova řádu s válečnou dekorací (1866). Jako účastník manévrů ruské armády v Polsku obdržel v roce 1876 Řád sv. Stanislava, poté se stal nositelem Řádu železné koruny I. třídy (1886) a velkokříže Leopoldova řádu (1893). Mezitím během další diplomatické mise v roce 1888 získal ruský Řád sv. Alexandra Něvského a velkokříž belgického Leopoldova řádu. Ve spojeneckém Německu obdržel Řád černé orlice (1893). V rakousko-uherské armádě byl nositelem Vojenské záslužné medaile a Vojenského záslužného kříže, byl též čestným rytířem Maltézského řádu. Jako majitel velkostatků v Uhrách a člen uherské Sněmovny magnátů byl v roce 1903 dekorován velkokřížem Řádu sv. Štěpána. V roce 1887 se jako sedmý příslušník rodu Windischgrärtzů stal rytířem prestižního Řádu zlatého rouna.
Zemřel ve Vídni 14. března 1904 ve věku 73 let a byl pohřben v rodové hrobce v Kladrubech. 

## Majetek a rodina

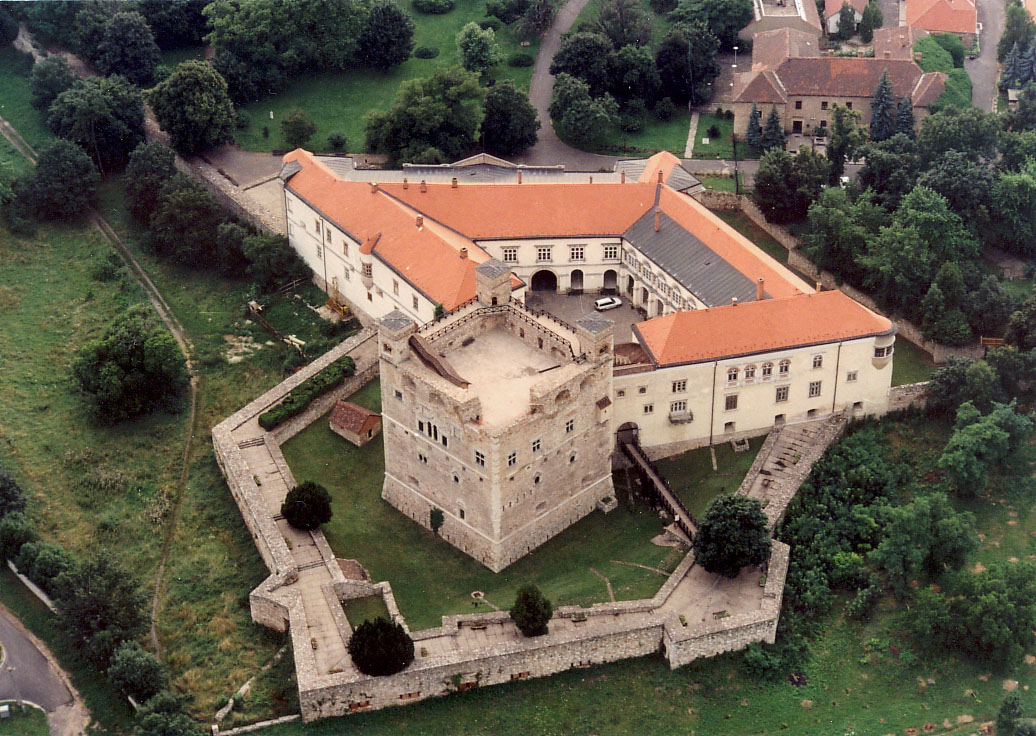
Zámek Sárospatak, majetek Ludvíka Josefa Windischgrätze od roku 1875

V roce 1875 po své tetě kněžně Karolíně Breczenheimové, rozené Schwarzenbergové (1809–1875) zdědil velkostatek Sárospatak (Šarišský Potok) v Zemplínské župě v Uhrách. K velkostatku patřilo 5.132 hektarů půdy a zámek Sárospatak se stal hlavním rodinným sídlem. Díky majetku v Uhrách získal Ludvík Josef také dědičné členství ve Sněmovně magnátů.
V roce 1870 se v Bratislavě oženil s hraběnkou Valérií Dessewffyovou (1843–1912), dcerou hraběte Karla Emila Dessewffyho (1814–1866), prezidenta Maďarské akademie věd, po matce pocházela z rodu Wenckheimů. Valérie byla později dámou Řádu hvězdového kříže, c. k. palácovou dámou a nositelkou Řádu Alžběty. Zemřela na zámku Sárospatak, ale byla pohřbena po boku manžela v Kladrubech. Z manželství se narodily čtyři děti.
- 1. Karolína Paulina Eleonora (1871–1937), dáma Řádu hvězdového kříže, ∞ 1894 Edgar hrabě Henckel von Donnersmark (1859–1939), dědičný člen pruské panské sněmovny, rytíř Maltézského řádu, velkostatkář v Polsku

- 2. Matylda Paula Eleonora (1873–1968), c. k. palácová dáma, dáma Řádu hvězdového kříže, ∞ 1893 Pavel princ Sapieha (1860–1934)), c. k. tajný rada, komoří, státní úředník, poslanec haličského zemského sněmu a poslanecká sněmovny rakouské Říšské rady

- 3. Pavel Emil Alfred (1876–1881)

- 4. Ludvík Alfred (1882–1968), c. k. tajný rada, komoří, major, dědičný člen uherské Sněmovny magnátů,[21] sekční šéf na rakousko-uherském ministerstvu zahraničí, ministr výživy, práce a sociální péče v uherské vládě 1918, 1927 dědic knížecího titulu (v roce 1928 nárok na titul ztratil kvůli uvěznění za účast na padělání bankovek) ∞ 1907 Marie Alžběta hraběnka Széchenyiová (1887-1972), c. k. palácová dáma, dáma Řádu hvězdového kříže

V armádě sloužili i všichni jeho bratři, nejstarší Alfred (1819–1876) byl polním podmaršálem, dědicem knížecího titulu a velkostatků v Čechách (Tachov, Kladruby). Hodnosti polního podmaršála dosáhl i druhorozený August (1828–1910). Nejmladší z bratrů Josef (1831–1906) byl generálem jezdectva. 
Ludvíkův švagr hrabě Aurel Dessewffy (1846–1928) byl předsedou uherské Sněmovny magnátů a před zánikem monarchie posledním nejvyšším sudím Uherského království. 